# هرمز چهارم
هرمز چهارم یا اورمزد چهارم (به پارسی میانه: 𐭠𐭥𐭧𐭥𐭬𐭦𐭣‎) یا هرمزد در شاهنامه، از سال ۵۷۹ تا ۵۹۰ م. شاهنشاه ایران و انیران از خاندان ساسان در ایران‌شهر بود. او پس از پدرش، انوشه‌روان دادگر بر تخت شهریاری نشست. در منابع ایرانی و اسلامی پس از سرنگونی ایران‌شهر، از او به عنوان پادشاهی دادگر یاد شده‌است.
در دوران شاهنشاهی هرمز، تعداد زیادی از اشراف و موبدان به قتل رسیده و از قدرت آنان در صحنه سیاست ایران‌شهر کاسته شد و از سوی دیگر با پشتیبانی او از دهقانان، باعث افزایش قدرت آنان شد. گفته شده که او در طول دوران پادشاهی‌اش در ایران‌شهر در سفر بود تا به شخصاً از نزدیک به چگونگی مردم رسیدگی کند.
از مهم‌ترین اتفاقات شاهنشاهی هرمز چهارم، حمله گوگ‌ترک‌ها به استان‌های شرقی شاهنشاهی ساسانی بود. با این حال بهرام چوبین، اسپهبد معروف ایرانی، در نبردی آنان را به سختی شکست داد. این اتفاق باعث شهرت بهرام شد که در نهایت رشک هرمز را برانگیخت و او بهرام را از عنوان اسپهبدی خلع کرد. تصمیم هرمز خشم بهرام چوبین را برانگیخت و او سر به شورش برداشت. از آنجایی که او یک فرد نظامی بود، سربازان ساسانی نیز از اسپهبد در برابر شاهنشاه طرفداری کردند و بهرام به سمت تیسفون به راه افتاد. اما پیش از رسیدن او، ویستهم و بندوی، احتمالاً با همکاری خسرو پرویز، هرمز را از سلطنت برکنار و کور کرده و در نهایت او را کشتند.

## خانواده

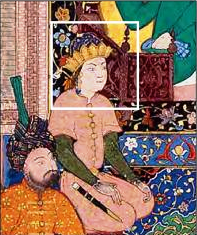
نگاره‌ای هرمز چهارم در شاهنامه تهماسبی

در شاهنامه از او به صورت «ترک‌زاد» یاد شده، چرا که در برخی منابع آمده‌است که مادر او دختر خاقان ترک بوده‌است. با این هنگام، دانشنامهٔ ایرانیکا این نظر را رد کرده‌است، و گفته شده که ازدواج با دختر خاقان ترک ناممکن بوده و علاوه بر آن هرمز در ۵۴۰ زاده شده که ۳۰ سال پیش تر از ازدواج خسرو است.
هرچند که به نوشتهٔ مسعودی نام مادر هرمزد چهارم، فاقم و به ثبت ابن بلخی قاقم و به نوشتهٔ یک اثر متأخر تاکوم بوده‌است که به دلیل پیوند دوستی بین گوکترک ها و ساسانیان و غلبه بر هپتالیان این ازدواج شکل گرفت. 
برخی منابع شرقی و محققان مدرن، پدربزرگ مادری هرمزد را با ایستمی خان، خاقان ترک‌ها، مرتبط می‌دانند. که با خسرو اول در ۵۶۰ میلادی، برای پایان دادن به هپتالی ها، دو قدرت متحد در نبرد بخارا انجام دادند. در این اتحاد دختر ایستمی را به عقد خسرو یکم در آوردند و هرمزد را به دنیا آورد.
همچنین در کتاب ایران و ترکان نوشته رضا عنایت الله، ذکر شده است که خسرو انوشیروان در ضمن این اتحاد، با دختر ایستمی خان ازدواج کرد. هرمز چهارم ثمرهٔ این ازدواج است.

## سیاست‌های هرمز
خسروی یکم، پدر هرمز، او را پیش از مرگ خود به عنوان شاهنشاه آینده برگزید. این تصمیم برخلاف سنت ساسانی بود، زیرا پس از مرگ شاهنشاه پیشین، لایق‌ترین فرزند او به عنوان شاهنشاه آینده برگزیده می‌شد. اما از آنجایی که هرمز خود را به عنوان رهبری کارآمد ثابت کرده بود، انوشیروان پیش از مرگ خود، وی را به عنوان جانشین خود تعیین کرد.
هرمز در ۵۷۹ میلادی بر تخت عاج نشست. او سیاست‌های اصلاح‌گرانه پدر و پدربزرگش را ادامه داد و از میان مردم و اشراف، طرف مردم را گرفت. با این حال به نظر می‌رسد که او نسبت به کواد و خسرو، خشونت بیشتری به خرج داد. در منابع شرقی، از جمله نوشته‌های مسلمانان، دوستی و دشمنی و حب و بغض نسبت به او به طرز عجیبی درهم آمیخته و نظرات دربارهٔ او ضد و نقیض است. به عقیدهٔ کریستن‌سن، احتمالاً دلیل وجود چنین نظرات متناقضی این بوده که در دورهٔ اسلامی، هنگامی که خداینامگ‌های ساسانی را ترجمه می‌کردند و آن‌ها را به شکل جدیدی درمی‌آوردند، از منابع متعددی استفاده کرده‌اند که در آنها، از یک سو عقاید برخاسته از احساسات توده‌های فرودست و رعایای ساسانیان وجود داشته و از دیگر سو نظرات و احساسات روحانیون و اشراف صاحب امتیاز؛ و این نظرات مختلف با هم تلفیق شده و چنین مجموعه‌ای از رویکردها را نسبت به هرمز پدیدآورده است. تاریخ‌دانان معاصر و اکثر تاریخ‌دانان قرون وسطی، این خشونت را حاصل از خیرخواهی او نسبت به مردم عادی شاهنشاهی خود می‌دانند. بلعمی به صراحت او را «در عدالت برتر از انوشیروان» می‌خواند. طبری می‌نویسد:
هرمز پسر خسرو پادشاهی با ادب و احسان و دوستدار ضعیفان و فقیران بود و بر اشراف سخت می‌گرفت. پس [اشراف] در کین او ثابت [قدم] شدند و او [هرمز چهارم] نیز کین آنان به دل گرفت… حس دادگری او در حق مردم فوق‌العاده بود.— تاریخ طبری
بلعمی، در ترجمه تاریخ پیامبران و پادشاهان (تاریخ طبری)، دربارهٔ هرمز چهارم آورده‌است:
عیب او آن بود که مردان بزرگ را خرد داشتی و حق ایشان نشناختی… هرکس بر ضعیفی ستمی کردی او را بکشتی تا شمار آمدی سیزده هزار کس از بزرگان و مهتران را بکشت. بدین سبب درویشان [=مردم عادی] او را زشت [=ستم‌گر] داشتندی و مهتران او را دشمن.— تاریخ بلعمی

علاوه بر آن، او بسیاری از بزرگان را نیز به زندان انداخت و تنزل رتبه داد. تاریخ‌نگاران رومی، طبق معمول اینگونه موارد، هرمز را پادشاهی ستمکار، خودخواه، بداندیش، و نسبت به رعایا قسی‌القلب دانسته‌اند. بالعکس، عیسویان ایرانی از او به نیکی یاد کرده‌اند. گفته شده که او در پاسخ به هیربدانی که خواستار آزار مسیحیان بوده‌اند، پاسخ داده:
چنان‌که تخت ما نمی‌تواند فقط بر دوپایه پیشین بایستد و از دوپایه پسین بی‌نیاز باشد، دولت ما نیز با رنجش و انزجار رعایای عیسوی و سایر ملل گوناگون کشور بر پای نتواند ماند. پس باید از آزار مسیحیان دست بردارید و در کارهای نیکو کوشا باشید تا نصارا و پیروان سایر ادیان اعمال نیک شما را دیده، به ستایش شما همزبان شده و به دین شما روی آورند.— هرمز چهارم، تاریخ طبری، صفحه ۹۹۱
پیامد رفتارهای هرمز در قبال اشراف به وجود آمدن نارضایتی نسبت او در میان طبقه حاکم بود؛ این اتفاق اما منجر به اعدام و کشته شدن تعداد زیادی از اشراف شد. گفته شده بزرگمهر، وزرگ‌فرمدار معروف انوشیروان نیز یکی از کسانی بوده که به دست هرمز اعدام شده‌است. سیما برزین، ایزدگشنسپ، بهرام ماه آذر و شاپور اسپهبدان از افراد معروف دیگری بودند که به دست این شاهنشاه کشته شدند. شاپور اسپهبدان همچنین پدر بندوی و ویستهم و پدرزن خود هرمز نیز بود و اعدام او در توطئه علیه تاج و تخت در سال ۵۹۰ تأثیر زیادی گذاشت.
نلدکه در توصیف خشونت‌های دوران هرمز می‌گوید «کارهای او روی هم رفته توجیه‌پذیر است، ولی پیامد ناگوار آن نشان می‌دهد که او مردی نبود که به چنین اهداف بلندی با صلح و کاردانی دست یابد.» کریستن‌سن می‌گوید او گرچه دنباله‌رو سیاست پدرش بود، اما فاقد «عظمت انوشیروانی» بود و آن شخصیت فائقی که در هر موقع احترام و اطاعت شاهنشاه را در دل‌ها جای می‌دهد، نداشت. تورج دریایی به نقل از ثئوفیلاکتوس می‌گوید که هرمز نه بزرگی پدر را داشت و نه بینش سیاسی او را. او به خودپسندی و نخوت و استبداد شهره بود و دشمنان فراوانی برای خود در دربار تراشید. همو به نقل از سبئوس می‌نویسد: «هرمز چهارم بسیاری از اشراف و بزرگان را که از او نفرت داشتند، بکشت. او به حمایت از زمینداران کوچک یا دهقانان مرفه که احتمالاً به زیان اشراف رشد کرده و نیرومند شده بودند، ادامه داد و با روحانیون زرتشتی با خشونت رفتار کرد».
در هر حال هرمز از همان ابتدای سلطنتش با بزرگان حکومتی و اشراف طرف شد.

## جنگ با امپراتوری روم

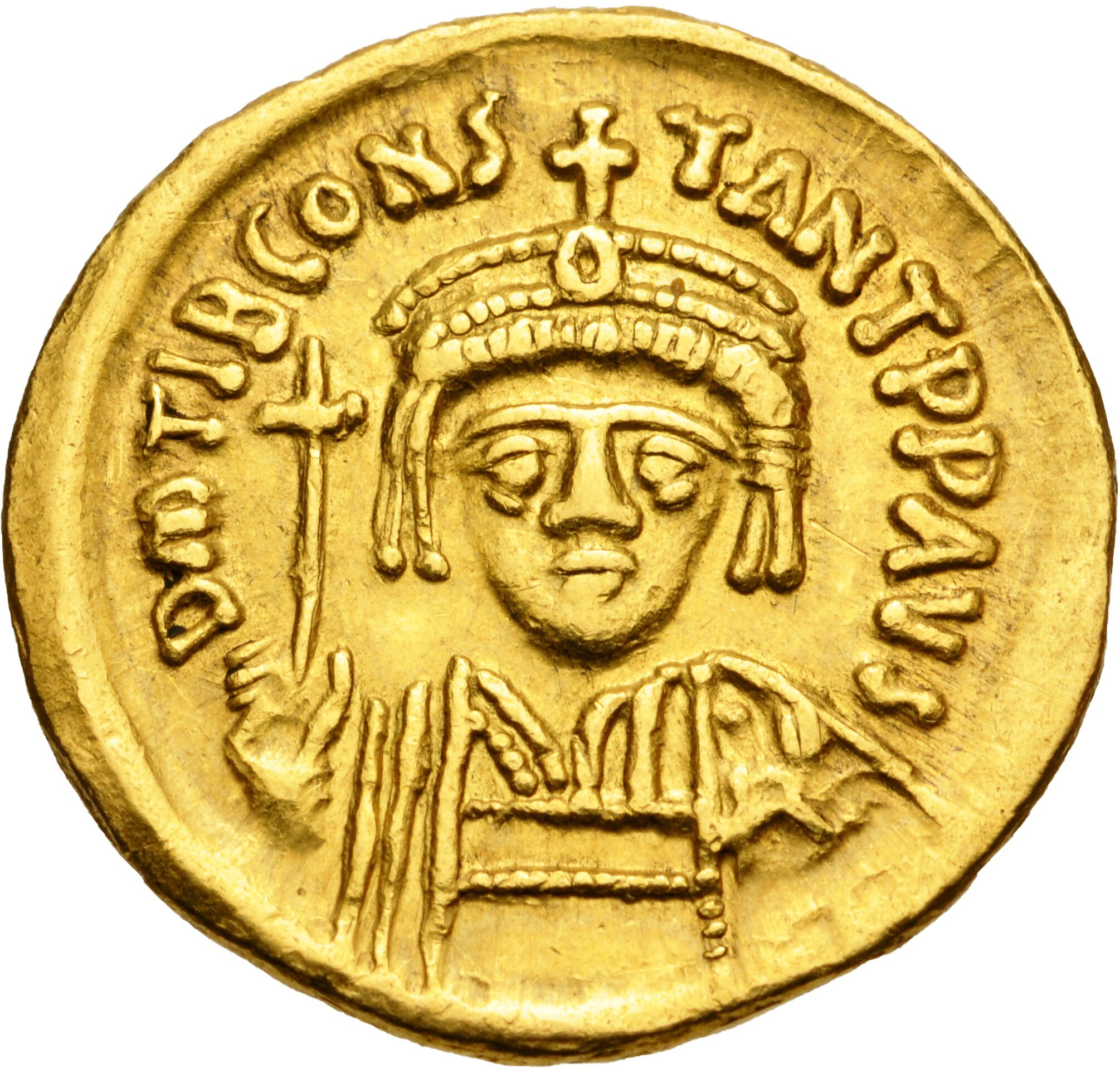
سولیدوس تیبریوس دوم کنستانتین

مرگ خسرو انوشیروان درحالی رقم خورد که ایران در مرزهای غربی با روم شرقی در حال جنگ بود. در ماه‌های آخر عمر انوشیروان، مذاکرات صلح با امپراتور تیبریوس دوم در جریان بود اما با برتخت نشینی هرمز، به یکباره متوقف شد. او راضی نبود تا از هیچ‌کدام از فتوحات پدرش چشم پوشی کند.
پس از توقف مذاکرات صلح، مائوریس ژنرال رومی از مرز گذشت و به کردستان حمله‌ور شد. او حتی در نظر داشت تا سال آینده میانرودان جنوبی را نیز اشغال کند، اما المنذر، شاه غسانی که به رومیان خیانت کرده بود، برنامه‌های رومی‌ها به هرمز اطلاع داد. در پیامد این اتفاق، مائوریس مجبور به عقب‌نشینی به مرزهای روم شد. در جریان این عقب‌نشینی، آذرماهان اسپهبد ایرانی به تعقیب او پرداخت اما در نهایت مائوریس با موفقیت از مرز عبور کرد.
سال بعد و در ۵۸۲ میلادی، اسپهبد ایرانی تهم‌خسرو از مرز ایران و روم گذر کرد و شهر کنستانتینا را محاصره کرد، اما مائوریس با موفقیت او را شکست داد و خود تهم‌خسرو نیز کشته شد. با این حال، شرایط سلامتی تیبریوس او را مجبور کرد تا به سرعت به قسطنطنیه عقب‌نشینی کند. در همین زمان، جان میستاکن، جانشین مائوریس در مرزهای ایران و روم، در نیمفیوس با ساسانیان روبرو شد اما از سپاه ایرانی شکست خورد. فیلیپیکوس پس از این شکست جایگزین او شد اما او نیز شکست خورد.
فیلیپیکوس سال‌های ۵۸۴ و ۵۸۵ را در خاک ایران گذراند و بخش‌هایی از آن را اشغال کرده بود. در پاسخ، ایرانیان به شهرهای مونوکارتیوم و مارتیوپولیس حمله‌ور شدند. یک سال بعد، فیلیپیکوس از خاک ایران عقب نشست و در ۵۸۶ در سالاچون ایرانیان را شکست داد و چلومارون را محاصره کرد اما در ورود به شهر ناکام ماند. او پس از این رویداد، به شهر آمید عقب نشست. در سال ۵۸۷، هراکلیوس جایگزین او شد.
در سال ۵۸۸، ایرانیان دوباره به کنستانتینا در خاک روم حمله‌ور شدند اما مدافعان شهر به خوبی پایداری کردند. رومیان در پاسخ ارزانین را در خاک ایران محاصره کردند که این عملیات نیز ناموفق بود. ایرانیان در پاسخ دوباره مارتیوپولیس را محاصره کردند که این بار پیروزی با رومیان بود.
اما در سال ۵۸۹، ایرانیان با موفقیت وارد مارتیوپولیس شدند و فیلیپیکوس را دو بار شکست دادند. دولت قسطنطنیه فیلیپیکوس را فراخواند و کمنتیلوس را جایگزین او کرد. کمنتیلوس با موفقیت در نبرد سیسائورانون ساسانیان را شکست داد. او سپس مارتیوپولیس را محاصره کرد که در همین زمان بود گوک‌ترکان به مرزهای شرقی ایران حمله‌ور شدند.

## جنگ باگوک‌ترکان
در سال ۵۸۸ میلادی، ایران وارد یک بحران جدی شد. در اوج جنگ با رومیان، خزرها به آذربایجان حمله کرده و مردم منطقه را قتل‌عام کردند. چند شهر در مرزهای غربی نیز توسط اعراب غارت شد و بلخ به اشغال گوک‌ترکان درآمد. فردوسی می‌گوید که نستوه پدر خود مهران ستاد را به هرمز معرفی کرده و مهران ستاد به شاهنشاه توصیه کرد که بهرام چوبین را به جنگ در مرزهای شرقی بفرستد.
هرمز نیز همانگونه که به او گفته شده بود، بهرام را با سپاهی مرکب از ۱۳ هزار اسوار به جنگ خاقان گوک‌ترک فرستاد. او در آوریل سال ۵۸۸ در نبرد با سپاه مشترک هپتالیان و گوک‌ترکان به یک پیروزی قاطع رسید و در ۵۸۹ بلخ را فتح کرد. بهرام سپس از آمودریا گذشت و در همان سال در نبردی ارتش گوک‌ترک‌ها را شکست داد و حتی خاقان آنان را نیز به گفته شاهنامه شخصاً با پرتاب تیری کشت. بهرام چوبین پس از این پیروزی به سمت بخارا پیشروی کرد و در آنجا به نام هرمز سکه زد. بیرمودا، پسر خاقان در این شهر به سپاه بهرام حمله کرد و اسپهبد ساسانی او را نیز با قاطعیت شکست داد و حتی خود شاهزاده گوک‌ترک را نیز دستگیر کرد و به تیسفون فرستاد. گفته شده هرمز چهل روز او را به عنوان اسیر در کاخ خود نگه داشت و سپس وی را آزاد کرد و به میان مردمش فرستاد.
پس از پیروزی‌های بهرام در شرق، هرمز او را به آذربایجان فرستاد تا خزرها را پس براند. بهرام چوبین در این نبرد نیز پیروز شد و سپس از سوی شاهنشاه ساسانی مأمور جنگ با رومیان گردید. در نبرد اول، او سپاه رومی را در گرجستان شکست داد اما در اتفاقات پس از نبرد دچار یک حمله غافل‌گیرانه شد. هرمز که پس از پیروزی‌های متوالی بهرام به او رشک برده بود، از همین شکست استفاده کرد و او را از جایگاهش خلع کرده و او را تحقیر کرد.
بر اساس یک روایت دیگر، این ایزدگشنسپ بود که باعث بدبینی هرمز نسبت به بهرام شد. او از این گفت که بهرام چوبین بهترین بخش غنیمت‌ها را برای خود نگاه داشته و آنان را به پایتخت نفرستاده‌است. به هر صورت، هرمز محبوبیت و شهرت بهرام را برنتابید و او را از فرماندهی سپاه کنار گذاشت. گفته شده او برای تحقیر بیشتر بهرام چوبین، زنجیری برای او فرستاد تا به او یادآوری کند که پس از همه این پیروزی‌ها، در نهایت او هنوز بنده شاهِ شاهان است.
سرانجام این اتفاق، منجر به شورش بهرام چوبین علیه تاج و تخت گردید. شورش این اسپهبد پیامدی جز سقوط هرمز چهارم برای شاهنشاه ساسانی نداشت.

## برکناری و مرگ

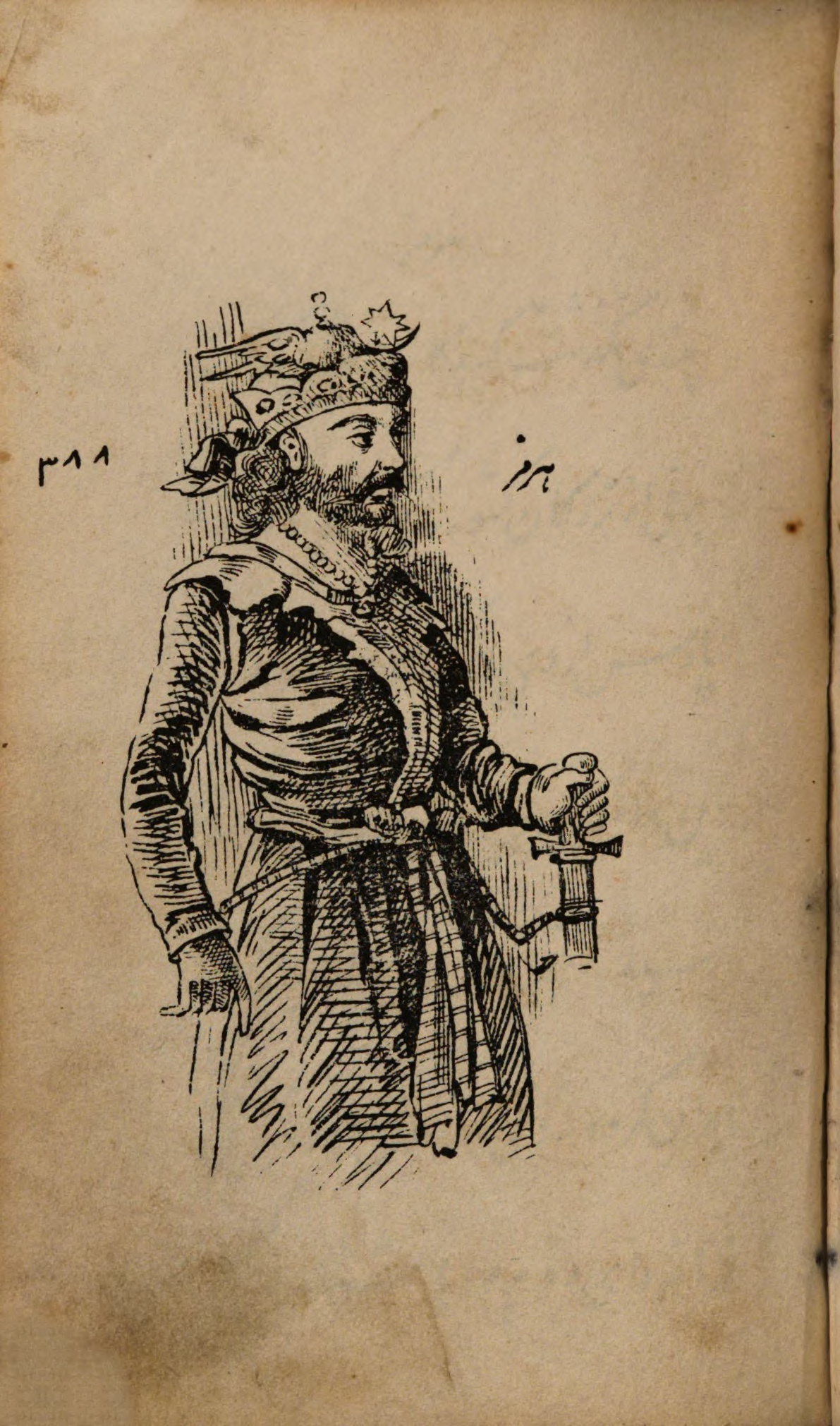
نگاره‌ای از هرمز چهارم در نامهٔ خسروان

باتوجه به محبوبیت بهرام در میان سپاهیان و منفور بودن هرمز در میان اشراف، شورش بهرام چوبین از سوی ارتش و بزرگان دربار حمایت شد. بهرام یک اسپهبد جدید برای خراسان تعیین کرد و به سوی تیسفون به راه افتاد. هرمز ایزدگشنسپ را برای رویارویی با بهرام فرستاد اما او در همدان توسط یکی از نزدیکانش ترور شد. هرمز سپاه دیگری را برای مقابله با بهرام فرستاد اما باز هم ناموفق بود. شاهنشاه سپس رو به سوی ویستهم و بندوی کرد و دستور به بازداشت آنان داد. با اینکه بندوی دستگیر شد، ویستهم موفق گردید تا باموفقیت فرار کند. مدت کوتاهی بعد، این دو برادر با همکاری خسرو پرویز، یک کودتای درباری ترتیب داده و هرمز را کور و زندانی کردند و مدت کوتاهی بعد کشتند. خسرو سپس به جای پدرش برتخت نشست. اما این مانع بهرام چوبین - که حالا مدعی انتقام گرفتن از قاتلان هرمز چهارم بود - نشد و او باموفقیت وارد تیسفون گردید. خسرو پرویز به آذربایجان گریخت و مدتی بعد به دربار روم شرقی پناهنده شد.